# Anne-Frank-Gymnasium Werne
Das Anne-Frank-Gymnasium (AFG) ist ein städtisches Gymnasium der Stadt Werne. Namensgeberin ist das im Holocaust umgekommene jüdische Mädchen Anne Frank, das durch ihr Tagebuch weltweite Bekanntheit erlangte. Die Person Anne Frank ist zentraler Baustein des Schulprofils.

## Beschreibung
Das Anne-Frank-Gymnasium befindet sich in Werne, im südlichen Münsterland. Einzugsgebiete sind neben Werne selbst die eigenen ländlichen Stadtteile, die umliegenden Gemeinden Nordkirchen, Südkirchen, Ascheberg und Selm und die Nachbarstadt Bergkamen.
Die Schule gehört mit dem benachbarten Gymnasium St. Christophorus, mit dem eine Zusammenarbeit in der Oberstufe betrieben wird, zu den zwei Gymnasien in Werne.
Im Schuljahr 2023/2024 besuchen über 740 Schülerinnen und Schüler das Gymnasium, die von 62 Lehrkräften unterrichtet wurden. Schulleiter ist Marcel Damberg, der bis 2018 langjährig stellvertretender Schulleiter am Freiherr-vom-Stein-Gymnasium Hamm gewesen ist.

### Bilingualer Zweig, weiteres Sprachangebot und Profilierung
Seit dem Schuljahr 2010/11 bietet das Anne-Frank-Gymnasium als einzige Schule in Werne einen durchgängigen deutsch-englischen bilingualen Zweig an. Er basiert auf den Fächern Erdkunde (ab Klasse 7 bis zum Abitur) und Biologie (ab Klasse 8 bis zum Abitur). Dieser Bildungsgang bietet den Schülern laut Schulministerium die Möglichkeit, einen „besonders effektive[n] Weg zu hohen fremdsprachlichen, interkulturellen und fachlichen Kompetenzen“ zu beschreiten. Neben Englisch als erster Fremdsprache werden ab Klasse 6 Latein und Französisch als zweite Fremdsprache sowie Französisch als dritte Fremdsprache ab Klasse 8 angeboten. Zusätzlich kann Italienisch ab der Einführungsphase als dritte bzw. vierte Fremdsprache belegt werden. Im Jahr 2015 wurde die Profilierung durch MINT und Sport (Klasse 5 bis 8) im Rahmen der Ergänzungsstunden erweitert.

### Grund- und Leistungskurse
Aktuell bietet das Gymnasium neben den üblichen Grundkursen Biologie (auch bilingual deutsch-englisch), Chemie, Deutsch, Englisch, Erdkunde (auch bilingual deutsch-englisch), Französisch, Geschichte, Informatik, Italienisch, Kunst, Latein, Mathematik, Musik, Philosophie, Physik, Religion (ev./kath.), Sozialwissenschaften und Sport folgende Leistungskurse an: Deutsch, Englisch, Französisch, Erdkunde, Geschichte, Sozialwissenschaften, Mathematik, Biologie, Chemie, Physik. Seit dem Schuljahr 2016/17 wird auch das Unterrichtsfach Sport im Leistungskurs angeboten.

### Außerunterrichtliches
Die Schule verfügt außerdem über ein vielfältiges AG-Angebot („AFG Plus“), das die verschiedenen Interessen und Talente der Schüler fördern soll: Hier ist v. a. der naturwissenschaftlich-technische (z. B. Roboter, 3D-Druck, Umwelt, Chemie) sowie der musikalisch-künstlerische Bereich (z. B. Mittelstufen- und Oberstufen-Chor, Schulband) ebenso vertreten wie der sprachliche (z. B. Cambridge Certificate, DELF, Lateinisches Theater), der gesallschaftswissenschaftliche (Rechtskunde, Philosophie) oder der sportliche (z. B. Ski und Kanu). Im Rahmen der Arbeitsgemeinschaften wird v. a. die Teilnahme an Wettbewerben gefördert. Im MINT-Bereich sind insbesondere Robotik und Informatik-Wettbewerbe diverse Mathe-Wettbewerbe, der Bundeswettbewerb MNU Physik, der Tag der Chemie von Bayer, Dechemax und die Internationale Chemieolympiade zu nennen. Zum ersten Mal hat ein Team im Jahr 2021 erfolgreich beim Wettbewerb „Jugend forscht“ in Mathematik teilgenommen. Die 3-D-Druck-AG hat sich in die erste Schülerfirma des AFG umgewandelt, die im Zentrum der Schule den neuen „Maker Space“ mit zwölf 3-D-Druckern benutzt.
Des Weiteren werden Teilnahmen bei Jugend debattiert, dem Bundeswettbewerb Fremdsprachen und beim Bundes- und Landeswettbewerb Philosophischer Essay gefördert.
Die Verleihung des Siegels Schule ohne Rassismus – Schule mit Courage im Januar 2014 geht ebenfalls auf eine AG zurück.

### Auszeichnungen und Zertifikate
Im Jahr 2019 wurde dem Anne-Frank-Gymnasium auf Grund der hervorragenden Studien- und Berufswahlorientierung das Berufswahlsiegel NRW verliehen. Seit 2019 ist die Schule „Digitale Modellschule der Bezirksregierung Arnsberg“ und seit Februar 2020 fungiert das Anne-Frank-Gymnasium als digitale Referenzschule bei „Zukunftsschulen NRW – Netzwerk Lernkultur. Individuelle Förderung“. Das AFG erhielt nach über 10 Jahren erfolgreichem USA-Austauschprogramm das GAPP-Zertifikat (German American Partnership Programme). Überdies ist das Gymnasium seit 2015 Europaschule. Im Jahr 2020 wurde das AFG als Europaschule rezertifiziert. Im August 2020 erhielt das AFG das Zertifikat als „MINT-freundliche Schule“ und die seltene Auszeichnung als „Digitale Schule 2020“.
Seit dem Jahr 2021 ist das AFG Mitglied im nationalen Excellence-Netzwerk MINT-EC. Das AFG Werne gehört nunmehr zum Kreis der besten und innovativsten Schulen in Deutschland! Beeindruckt hat die Kommission u. a. der neuer Maker Space im Herzen der Schule mit jetzt zwölf 3-D-Druckern, die damit verbundene AG samt Schülerfirma sowie die höchst überdurchschnittliche Ausstattung v. a. in den Naturwissenschaften, hier sind die 50 Roboter in den beiden Robotik-Fachräumen, die modernste digitale Messwerterfassung in der Chemie und Physik in Schülersatzausstattung sowie die neue Röntgenröhre zu nennen.
Das AFG garantiert als MINT-EC-Schule neben der breit aufgestellten Ausbildung der Schülerinnen und Schüler eine Spitzenförderung, nämlich Exzellenz, und dies im Verbund mit Kooperationspartnern aus heimischer Wirtschaft, den Hochschulen und Forschungseinrichtungen in der Region. In der Coronazeit wurde eine „Space-Lernlandschaft“ um den Maker Space aus Thinking Space und iCreative Space aufgebaut, um zum einen das Pädagogische Zentrum aus den 1970er Jahren pädagogisch-didaktisch inwertzusetzen und zum anderen um den Schülerinnen und Schülern nach der Corona-Zeit räumlich-konzeptionell mehr Möglichkeiten für kooperative Lernformen im Rahmen der individuellen Förderung zu geben.
Das AFG kooperiert mit zahlreichen Partnern aus der heimischen Wirtschaft und mit regionalen Hochschulen wie die Hochschule Hamm-Lippstadt (HSHL). Als einzige Schule in Deutschland hat das Anne-Frank-Gymnasium mit der Fraunhofer-Gesellschaft einen Rahmenkooperationsvertrag geschlossen. Zusammen mit dem Fraunhofer Anwendungszentrum SYMILA in Hamm werden gemeinsam Projekte im Rahmen der digitalen Transformation in Schule und Alltag bearbeitet. Seit dem Sommer 2023 ist das AFG Fraunhofer Modellschule „Lernen 2040“ auf Grund der in der Corona-Zeit eingerichteten Space-Lernlandschaft.
Digital begleitet wird der Unterricht in den drei Schwerpunkten bilingual – MINT – Sport. Das MINT-Profil wurde in den letzten Jahren noch einmal ausgebaut. Seit Jahren sorgt die Stadt Werne für hervorragende Unterrichtsbedingungen durch moderne Experimentierräume in allen naturwissenschaftlichen Fächern. Der Fonds der chemischen Industrie zeichnete das AFG in den Jahren 2017 und 2021 als „besonders förderungswürdig“ aus und unterstützte es finanziell.

## Geschichte
Das Anne-Frank-Gymnasium wurde 1966 als reines Mädchengymnasium eröffnet. Damals noch ohne eigenes Gebäude, zogen 36 Sextanerinnen des Städtischen neusprachigen Gymnasiums für Mädchen i. E. vorläufig in die Marienschule Werne ein und eröffneten damit unter der kommissarischen Leitung von Herrn Wieloch aus Lünen den Schulbetrieb. Kurze Zeit später konnte mit einem Fertigbau an der Bahnhofstraße ein eigenes Gebäude für die Schule errichtet werden, in welches die Schülerinnen umzogen.
Vier Jahre später konnte im Lindert ein Grunderwerb zum Bau eines Schulzentrums vorgenommen werden, welches 1975 fertiggestellt werden konnte. In diesem Gebäudekomplex befindet sich bis heute das Anne-Frank-Gymnasium Werne, das 2003 einen modernen Neuanbau sowie 2011 eine Mensa erhielt.

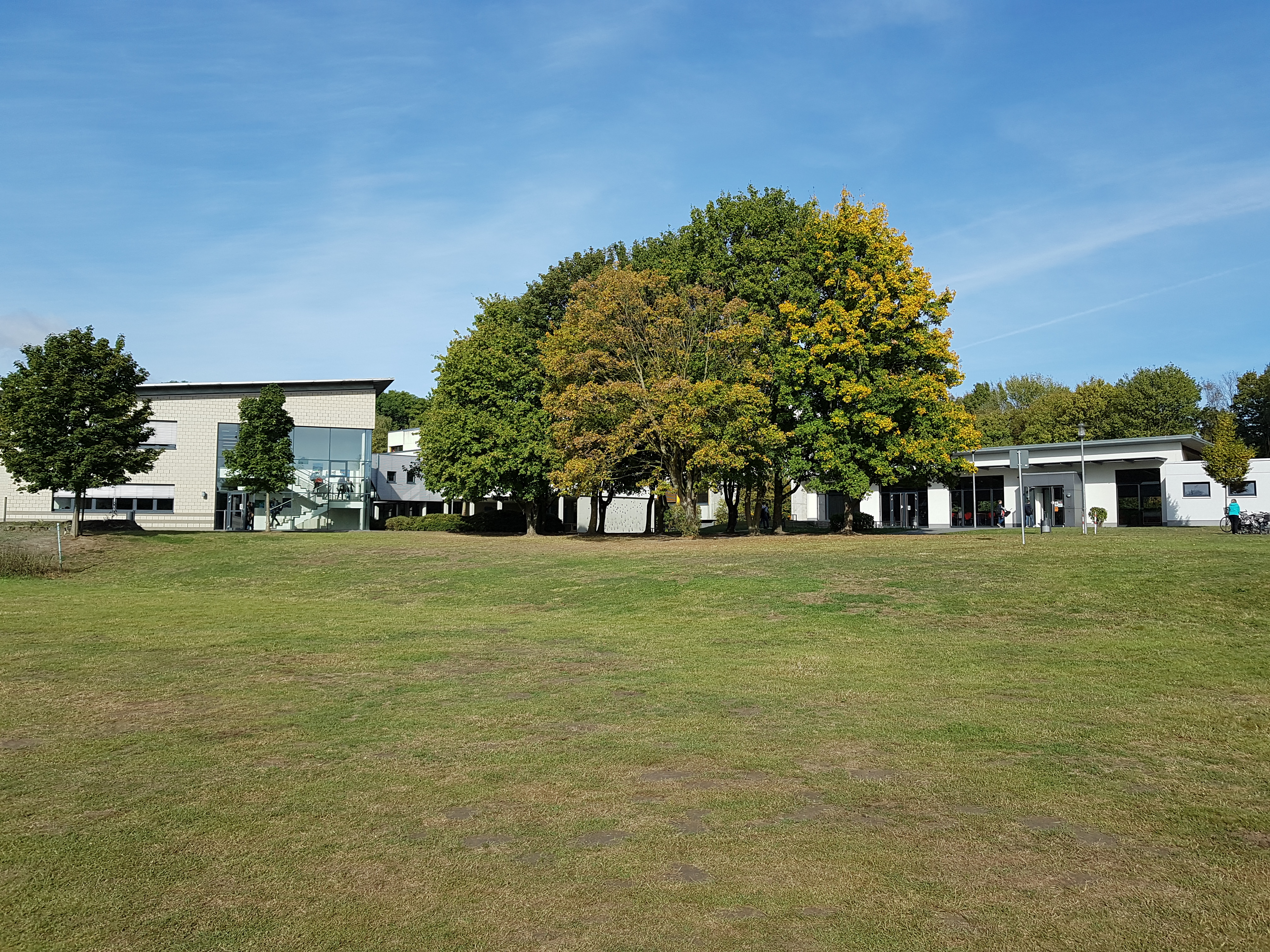
AFG-Gebäudeensemble von der Sporthalle aus gesehen

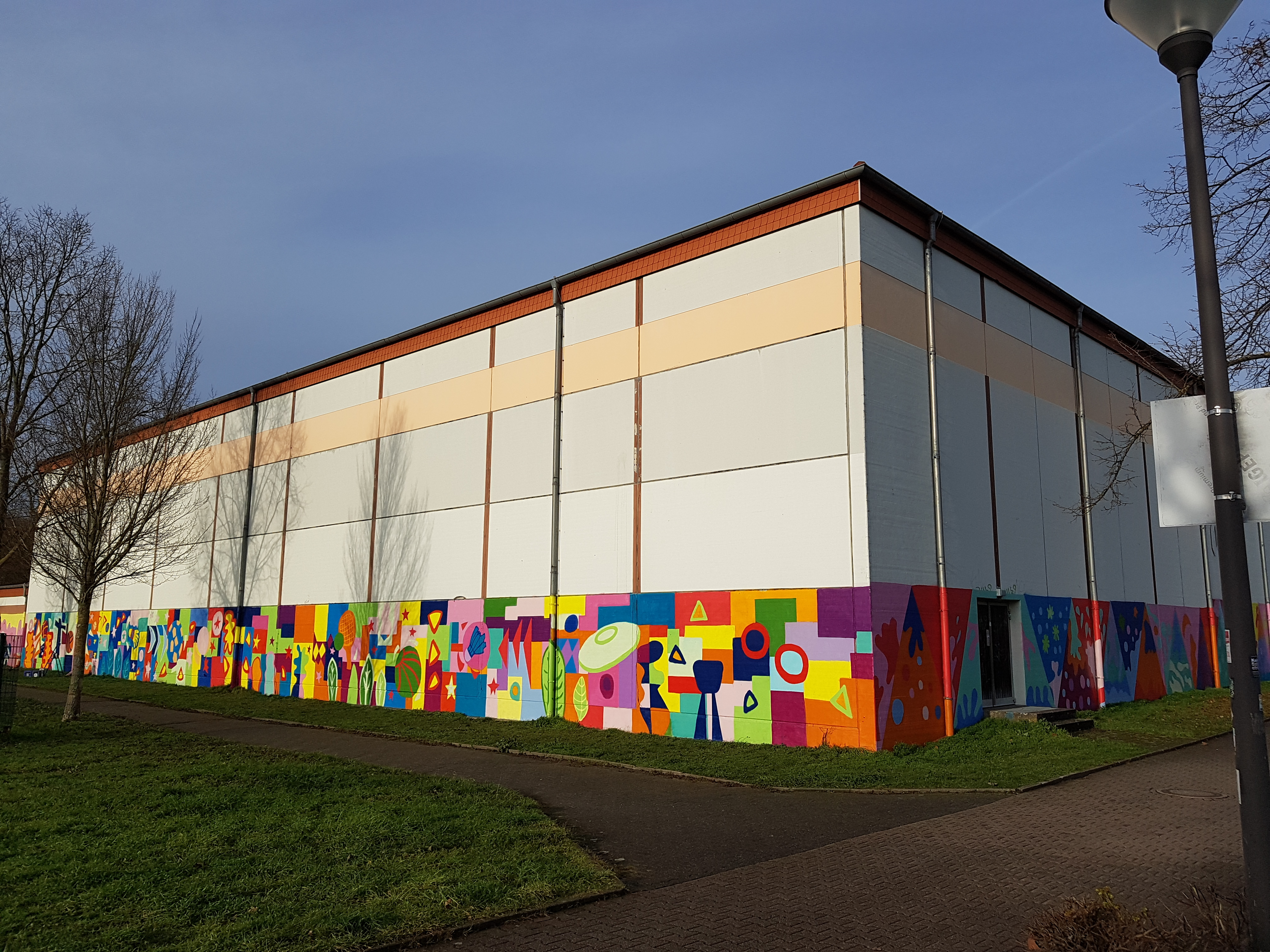
Aufwertung der Sporthallenfassade durch ein Kunst-Projekt des AFG 2019

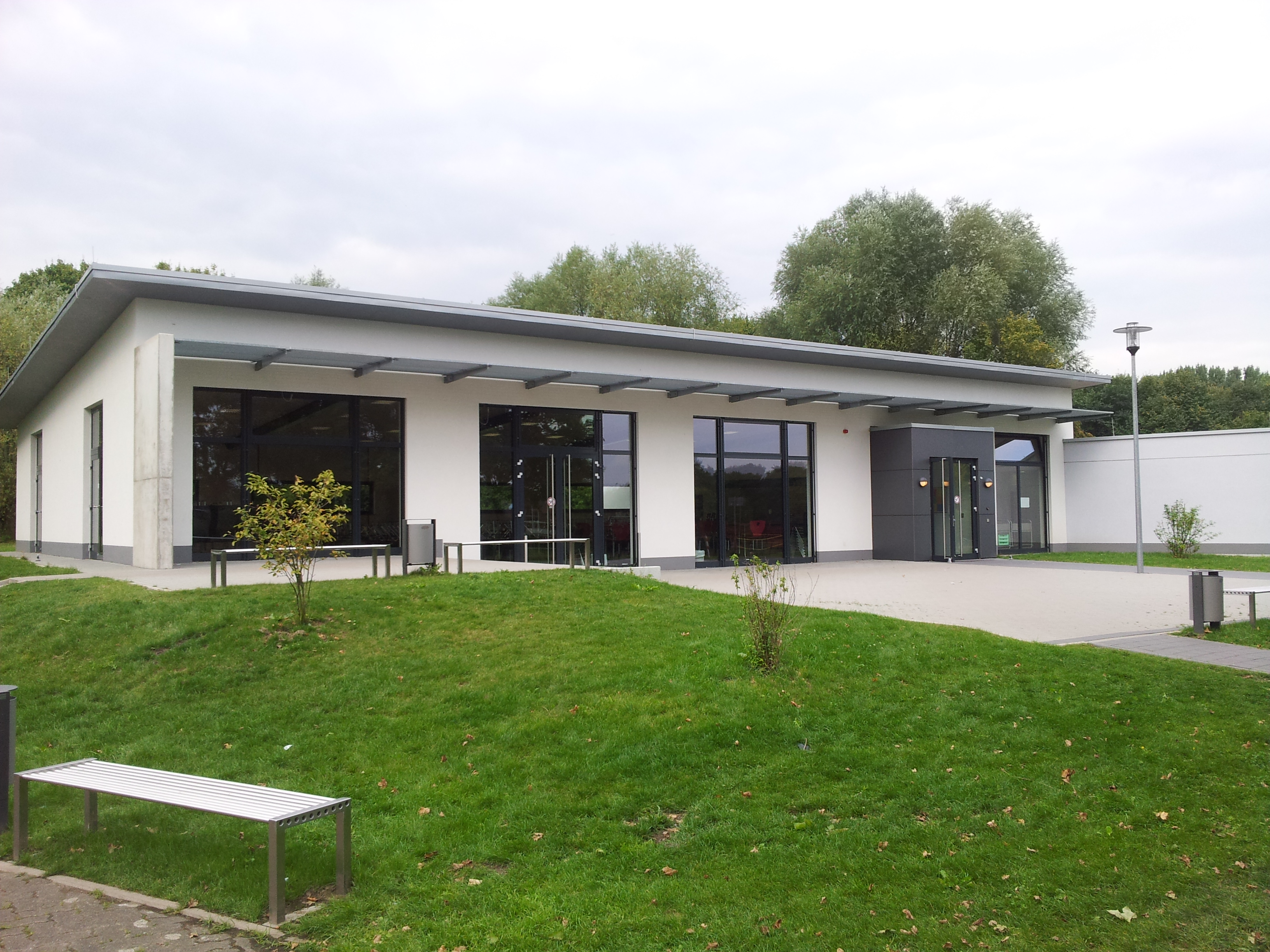
Die neugebaute Mensa der Schule

Am 6. März 1976 wurde die eigene Dreifachturnhalle eingeweiht, am 19. Juni dann offiziell die Schule. 1980 erhielt das Gymnasium dann den Namen Anne-Frank-Gymnasium, den es bis heute trägt. Heute ist die Schule kein Mädchengymnasium mehr, sondern ein Gymnasium für beide Geschlechter. Die Schule wird heute als „Anne-Frank-Gymnasium, städtisches Gymnasium – EUROPASCHULE“ bezeichnet.
Seit dem Schuljahr 2013/2014 sind die technischen Voraussetzungen durch die Stadt Werne geschaffen worden, um in allen Gebäudeteilen lückenloses WLAN zu empfangen. Mit dem Programm Zukunftsklassen hat sich die Schule auf den Weg der digitalen Transformation gemacht. Alle Schüler der neuen fünften Klassen erhalten seitdem ein eigenes iPad, das durch die Eltern und den Förderverein finanziert wird. Im Sommer 2021 haben dann alle Lernenden ein eigenes iPad zur Verfügung, das in den mit Smartboards und Smart-TV ausgestatteten Fachräumen im Unterricht rege eingesetzt wird. Seit 2019 ist die Schule daher „Digitale Modellschule der Bezirksregierung Arnsberg in NRW“. Schulleitungen aus Nordrhein-Westfalen lassen sich vor Ort über die Digitalisierung des Unterrichts in technischer, personeller, methodisch-didaktischer Hinsicht beraten. Die Schule nutzt seit 2021 mit einem neuen Server die Plattform UCS, mit der alle Schulverwaltungsprogramme, die Cloud, Videokonferenz- und Messengermodule im Single sign-on-Verfahren durch Lehrkräfte, Schüler und Eltern angesteuert werden können.
Im Januar 2020 wurde der Ehemaligenverein „Alumni des Anne-Frank-Gymnasiums Werne“ gegründet, um den Absolventen die lebendige Verbindung zur Schulgemeinschaft zu ermöglichen. Die Gymnasiasten sollen so auch von im Rahmen der Studien- und Berufswahlorientierung von den Erfahrungen der Alumni profitieren. Der Klimatologe Dirk Barbi vom Alfred-Wegener-Institut hielt kurz vorm coronabedingten Lockdown 2020 als erster Alumni einen Vortrag im Hörsaal der Schule.

## Schüleraustausch und Partnerschulen

### Polen: Przemystka löst Walcz ab
Die Schule veranstaltet Schüleraustausche in verschiedene Länder. Seit 1989 veranstaltet das Anne-Frank-Gymnasium jedes Jahr einen Austausch mit dem Gimnazjum nr 2 Roberta Schumana in Walcz, Polen, eine der Partnerstädte Wernes. Zu Beginn jeden Schuljahres (meistens im September) verbringen ungefähr 15 Schüler des Anne-Frank-Gymnasiums der Jahrgangsstufe 9 eine Woche bei ihren Austauschschülern in Walcz, die ihre deutschen Austauschschüler dann im Juni des gleichen Schuljahres in Werne besuchen. Im Jahr 2021 wurde ein neuer Kontakt zwischen dem AFG und dem ZSRCKU Przemystka geknüpft. Aufgrund der pandemischen Lage fand der Austausch virtuell statt. Hierzu nahmen 8 Schülerinnen und Schüler des AFG mittels dreihundertsechzig-Grad-Kameras einen virtuellen Rundgang durch die Schule und die Stadt Werne auf. Diese Videos wurden anschließend auf VR-Brillen geladen und den polnischen Partnern bereitgestellt.

### USA löst England ab
Nachdem ein reger Austausch mit den beiden Schulen Queen Mary Senior School und King Edward VII Senior School in Lytham St. Annes, Großbritannien stattgefunden hatte, wurde im Jahre 2008 ein neuer Schüleraustausch mit der Warren Central High School in Bowling Green, Kentucky ins Leben gerufen. Inzwischen ist der Austausch auf drei Schulen in Bowling Green erweitert worden, so dass nun jährlich bis zu 25 Schüler der Einführungsphase daran teilnehmen können.

### Amerikanische Lehrer im AFG-Englischunterricht
Die Western Kentucky University in Bowling Green, Kentucky ist ein weiteres Austauschziel des Anne-Frank-Gymnasiums Werne. Für den internationalen Teil ihrer Lehrerausbildung ermöglicht die Western Kentucky University bis zu 20 Referendaren ein mehrwöchiges Praktikum am Anne-Frank-Gymnasium, bei dem die Muttersprachler als Fremdsprachenassistenten im Englischunterricht eingesetzt werden. Die Bemühungen des Werner Kollegiums werden von der WKU anerkannt, insbesondere in Bezug auf die Initiatorin des Austausches, Englisch- und Religionslehrerin Heike Armbrust. Im März 2020 sollten erstmals Referendare des AFG Werne im Rahmen eines Projektes mit dem Zentrum für schulpraktische Lehrerausbildung Hamm mit Genehmigung der Bezirksregierung Arnsberg nach Bowling Green fahren, um vor Ort ihr Praktikum in anderen Schulformen zu absolvieren. Coronabedingt konnte dieser Austausch nicht stattfinden.

### Frankreich, Finnland und Italien
Im Schuljahr 2013/2014 nahm das Anne-Frank-Gymnasium außerdem zum ersten Mal gemeinsam mit der mittlerweile aufgelösten Konrad-Adenauer-Realschule aus Werne am Schüleraustausch mit dem Collège Immaculée Conception in Bailleul, Frankreich, teil. Die französischen Schüler kommen jährlich im November nach Werne zu Besuch, der Rückbesuch der Schüler aus Werne findet jährlich im April statt. Die Schule führt im Rahmen des Italienisch-Unterrichts einen Austausch mit Neapel, Italien, durch. Seit 2019 besteht die Möglichkeit für die Schülerinnen und Schüler, an einem Austauschprogramm mit Schulen in der Stadt Rauma durchzuführen.

## Schulleitungen
1. Maria Hof (1966–1993)
2. Lambert Stecher (1994–2009)

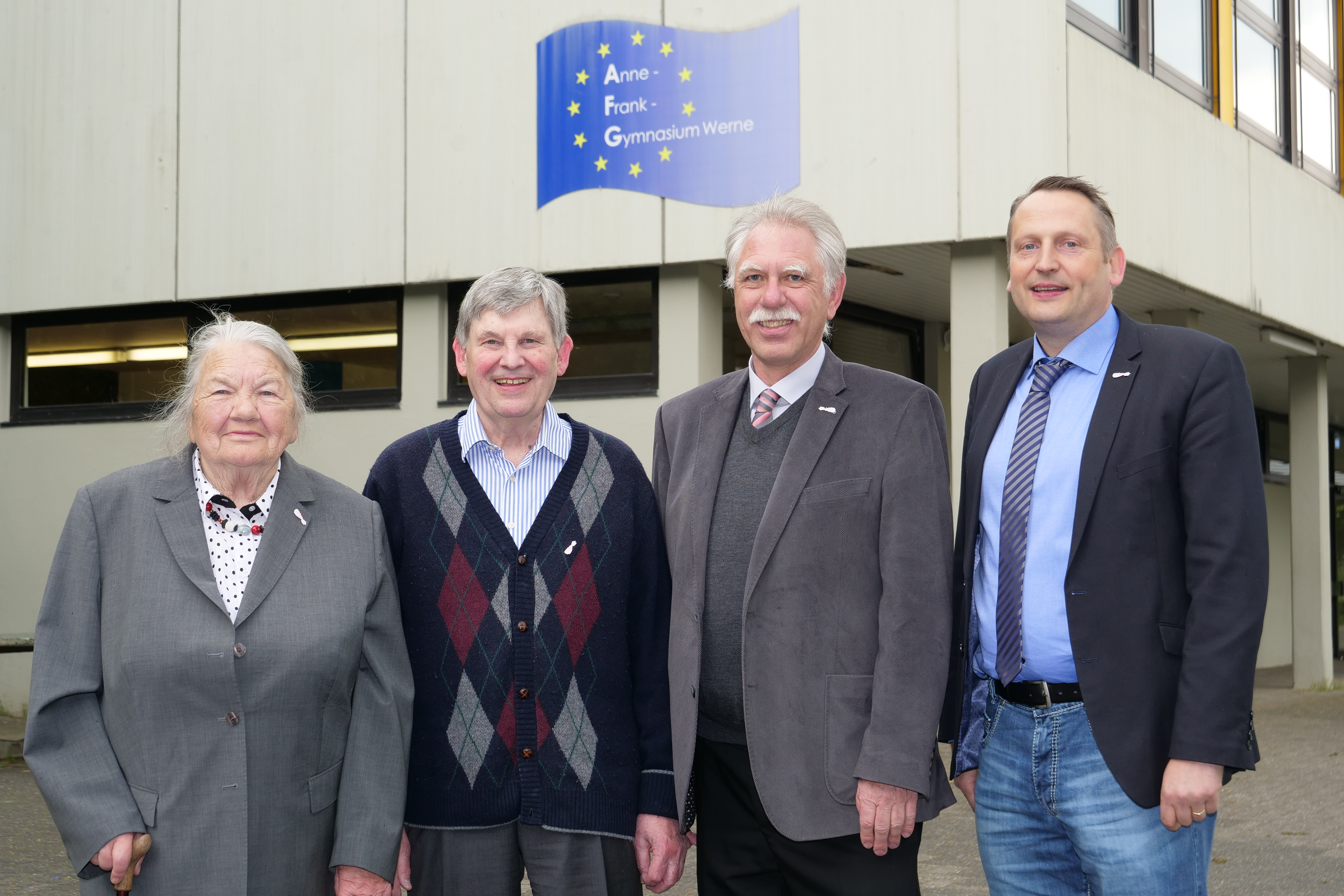
Maria Hof, Lambert Stecher, Heinz-Joachim Auferoth, Marcel Damberg

3. Heinz-Joachim Auferoth (2009–2018)
4. Marcel Damberg (seit 2018)

## Logo
Das Schullogo der Schule wurde von der Künstlerin Marij Neumann-Vervaart entworfen. Die in Werne lebende Niederländerin war bis zum Jahr 2017 als Kunstlehrerin am Anne-Frank-Gymnasium aktiv. Das Logo wurde 2020 modifiziert, um den Status als Europaschule darzustellen.